# مسابقة الأغنية الأوروبية 2025
مسابقة الأغنية الأوروبية 2025 هي النسخة التاسعة والستين من مسابقة الأغنية الأوروبية. ومن المقرر أن تقام في بازل، سويسرا، بعد فوز البلاد في مسابقة 2024 بأغنية "The Code" التي قدمها نيمو. ستقام المسابقة التي ينظمها اتحاد البث الأوروبي (EBU) والهيئة المضيفة هيئة الإذاعة السويسرية (SRG SSR)، في سانت جاكوبشال، وستتكون من نصف نهائيين في 13 و15 مايو، ونهائي في 17 مايو 2025.
شاركت في المسابقة ثمانية وثلاثون دولة، مع عودة الجبل الأسود بعد غياب دام عامين. فازت النمسا بأغنية "الحب الضائع"، التي أداها جيه جيه وكتبها مع تيودورا سبيريتش وتوماس ثورنر. فازت النمسا بالتصويت المشترك وتصويت لجنة التحكيم، واحتلت المركز الرابع في التصويت التلفزيوني. أكملت إسرائيل (التي فازت بالتصويت التلفزيوني)، وإستونيا، والسويد، وإيطاليا المراكز الخمسة الأولى.

## المكان
من المقرر أن تقام مسابقة 2025 في بازل، سويسرا، بعد فوز المتسابق نيمو في مسابقة 2024 بأغنية "The Code"، تعتبر هذه هي المرة الثالثة التي تستضيف فيها سويسرا المسابقة، بعد أن فعلت ذلك سابقًا للمسابقة الافتتاحية في عام 1956 ومسابقة عام 1989، التي أقيمت في لوغانو ولوزان. تم اختيار سانت جاكوبشال مكاناً للمسابقة الذي يتسع 12400 مقعد، كمكان للأحداث الرياضية والحفلات الموسيقية الداخلية. تقع الساحة في جنوب مدينة بازل، بجوار بلدية مونشنشتاين المجاورة في بازل لاندشافت.
يستضيف مجمع معرض ومركز مؤتمرات بازل العديد من الأحداث المتعلقة بالمسابقة. التي تستضيف عروض المشاركين في المسابقة والفنانين المحليين بالإضافة إلى عروض العروض الحية لعامة الناس؛ يورو كلوب، الذي يستضيف الحفلات الرسمية اللاحقة والعروض الخاصة للمشاركين في المسابقة؛ وحدث "السجادة الفيروزية" في 11 مايو 2025، حيث يتم تقديم المتسابقين ووفودهم أمام الصحافة المعتمدة والمشجعين، يليه حفل الافتتاح. سيستضيف سانت جاكوب بارك عرضًا للنهائي إلى جانب عروض لفنانين مسابقة الأغنية الأوروبية السابقين.
شارك في المسابقة مذيعون من سبعة وثلاثين دولة، وهو نفس عدد المشاركين في الدورتين السابقتين. عادت مونتينيغرو بعد غياب دام عامين، بينما انسحبت مولدوفا، التي كانت تخطط للمشاركة في الأصل، لاحقًا لأسباب اقتصادية ولجودة الأغاني المتنافسة في برنامجها الوطني. واستمرت مشاركة متسابقين من إسرائيل في إثارة الجدل في سياق حرب غزة، حيث دعت بعض الجهات المشاركة إلى مناقشة هذه القضية.

### المطالبة بالاستضافة
بعد فوز سويسرا في مسابقة 2024، أعربت السلطات المحلية في جنيف عن اهتمامها باستضافة نسخة 2025 في باليكسبو وقدم طلبًا بذلك. في وقت ذاته أعرب رئيس حكومة مدينة بازل، كونرادين كرامر، أيضًا عن اهتمامه باستضافة بازل لحدث 2025. في 12 مايو تم اقتراح قاعة أولما في سانت غالن كمكان محتمل. في 13 مايو، استبعدت لوغانو، التي استضافت المسابقة الافتتاحية في عام 1956، من تقديم عرض لاستضافة عام 2025. أعرب رئيس حكومة كانتون برن فيليب مولر عن تردده في استضافة المسابقة في العاصمة السويسرية الفعلية، لكن حكومة الكانتون نفسها أعلنت لاحقًا عن دعمها لتنظيم الحدث في برن. في غضون ذلك عقد مجلس مدينة زيورخ اجتماعًا لمناقشة العرض. في 14 مايو استبعدت لوزان التي استضافت مسابقة عام 1989، من تقديم عرض لاستضافة لعام 2025، بحجة نقص البنية التحتية. في 15 مايو أعلنت بيل/بيان عن اهتمامها بالارتباط بالحدث والاستضافة المشتركة له. في 17 مايو صرحت الحكومة المحلية في فريبورغ أنها تدرس عرضًا محتملًا. في 5 يونيو أكدت حكومة بازل أنها ستقدم عرضًا، واقترحت سانت جاكوبشال وسانت جاكوب بارك كمكانين محتملين. في 6 يونيو أعلنت بلديات بيل/بيان وبرن عن عرض مشترك. في 12 يونيو أعلنت سانت جالن أنها لن تقدم عرضًا بسبب عدم استيفائها للمتطلبات لاستضافة الحدث.
أطلقت شركة البث المضيفة هيئة الإذاعة السويسرية عملية تقديم العطاءات في 27 مايو 2024، بإصدار قائمة بالمتطلبات للمدن المهتمة. أعلنت بازل وبرن وجنيف وزيورخ رسميًا عن اهتمامها واستكملت عطاءاتها في 28 يونيو. زار ممثلو شركة البث المضيفة المدن الأربع المتقدمة بالعطاءات في أوائل يوليو، واختاروا في 19 يوليو بازل وجنيف في القائمة المختصرة، في 30 أغسطس أعلن اتحاد البث الأوروبي وهيئة الإذاعة السويسرية عن بازل كمدينة مضيفة، مع اختيار سانت جاكوبشال كمكان للاستضافة الحدث.

## القائمة المؤقتة للدول المشاركة
تتطلب أهلية المشاركة في مسابقة الأغنية الأوروبية وجود هيئة بث وطنية تتمتع بعضوية نشطة في اتحاد الإذاعات الأوروبية وقادرة على استقبال المسابقة عبر شبكة يوروفيجن وبثها مباشرة على مستوى البلاد. يصدر اتحاد الإذاعات الأوروبية دعوات للمشاركة في المسابقة لجميع الأعضاء النشطين. كان لدى هيئات البث المهتمة حتى 15 سبتمبر 2024 لتقديم طلب المشاركة في مسابقة 2025 إلى اتحاد الإذاعات الأوروبية، وحتى 11 أكتوبر للانسحاب دون مواجهة عقوبة مالية.
سيتم تخصيص مكان تلقائيًا في نهائي المسابقة للدول التي تعد جزءًا من "الخمسة الكبار" (فرنسا وألمانيا وإيطاليا وإسبانيا والمملكة المتحدة) والدولة المضيفة سويسرا، بينما سيتم وضع جميع الدول الأخرى في واحدة من الدور نصف النهائي.
اعتبارًا من نوفمبر 2024، أكدت هيئات البث من البلدان التالية علنًا نيتها المشاركة في مسابقة 2025. من المقرر أن تعود الجبل الأسود بعد غياب دام عامين.
| البلد           | البث                                    | الفنان              | الأغنية                         | اللغة                         | مؤلفو الأغاني | المراجع              |
| --------------- | --------------------------------------- | ------------------- | ------------------------------- | ----------------------------- | --- | -------------------- |
| ألبانيا         | الإذاعة والتلفزيون الألبانية            | شكودرا الكترونيك    | Zjerm                           | الألبانية                     | بياتريس جيرجي كوليه لاكا | [ 33 ]               |
| أرمينيا         | أم بي تي في                             | بارغ                | Survivor                        | الإنجليزية                    | أليكس ويلك أرمين بول بنيامين ألاسو إيفا فوسكانيان جوشوا كوران مارتن موراديان بارجيف فاردانيان توماس جي:سون                    | [ 34 ]               |
| أستراليا        | خدمة البث الخاصة                        | غو-جو               | Milkshake Man                   | الانجليزية                    | جيسون بوفينو إيمي شيبارد جورج شيبارد مارتي زامبوتو                                                                            | [ 35 ]               |
| النمسا          | أو أر أف                                | جيه جيه             | Wasted Love                     |                               | يوهانس بيتش تيودورا سبيريتش                                                                                                   | [ 36 ] [ 37 ] [ 38 ] |
| أذربيجان        | أي تي في                                | ماماغاما            | Run with U"                     | الانجليزية                    | حسن حيادار سيفائيل ميشييف رومان زي                                                                                            | [ 39 ]               |
| بلجيكا          | في آر تي                                | ريد سيباستيان       | Strobe Lights                   | الإنجليزية                    | أميرة أ. رويلانتس بيلي بنتين ( nl ) سيبي هيرمان [لغات أخرى] ‏ ويليم فاندرستيشيل                                                | [ 40 ] [ 41 ]        |
| كرواتيا         | الإذاعة والتلفزيون الكرواتي             | ماركو بوشنياك       | "Poison Cake"                   | الإنجليزية                    | ماركو بوشنجاك إيما غيل بن باين باس ويسينك                                                                                     | [ 42 ]               |
| قبرص            | هيئة البث القبرصية                      | ثيو إيفان           | "Shh"                           | الإنجليزية                    | ليندا ديل ديمتريس كونتوبولوس لاس نيمان إلسا سولسفيك إلك تيل                                                                   | [ 44 ]               |
| التشيك          | التلفزيون التشيكي                       | أدونكس              | "Kiss Kiss Goodbye"             | الإنجليزية                    | لورنزو كالفو ميكايلا شارفاتوفا إينيس كولون رونالد جانيتشيك جورج ماسترز كلارك آدم بافلوفشين أدريانو لوبيز دا سيلفا ( lb )      | [ 45 ]               |
| الدنمارك        | دي آر                                   | سيسال               | "Hallucination"                 | الإنجليزية                    | لينيا ديب ميلاني هايرابتيان مالثي جوهانسن سيسال جوهانا نوربيرج نيكلاسن كريس رود فريسك لينا سبانجسبيرج ماركوس وينثر جون ( da ) | [ 46 ]               |
| إستونيا         | هيئة الإذاعة الوطنية الإستونية          | تومي كاش            | Espresso macchiato              | الإيطالية، الإنجليزية         | يوهانس ناوكارينن تومي أنتوني                                                                                                  | [ 47 ]               |
| فنلندا          | أوليسراديو                              | إريكا فيكمان        | "Ich komme"                     | الفنلندية                     | كريستيل روزبرغ جوري روزبرغ ( fi )                                                                                             | [ 48 ]               |
| فرنسا           | فرانس تيليفيزيون                        | لوان                | "Maman"                         | الفرنسية                      | آن بيتشرت تريستان سالفاتي | [ 49 ]               |
| جورجيا          | هيئة الإذاعة والتلفزيون الجورجية العامة | مريم شنجيليا        | "Freedom"                       | الجورجية، الإنجليزية          | كيتي جابيسياني بوكا كارتوزيا                                                                                                  | [ 50 ]               |
| ألمانيا         | إذاعة شمال ألمانيا ‏                     | أبور وتينا          | "Baller"                        | الألمانية                     | أتيلا بورنيميسزا توندي بورنيميسزا ألكسندر هاور                                                                                | [ 53 ]               |
| اليونان         | هيئة البث اليونانية                     | كلافديا             | "Asteromata" (Αστερομάτα)       | اليونانية                     | أركيد كلافديا بابادوبولو | [ 54 ]               |
| آيسلندا         | الخدمة الإذاعية الوطنية الأيسلندية      | فايب                | "Róa"                           | الآيسلندية                    | غونار بيورن جونارسون هالفدان هيلجي ماتياسون إنجي ثور غاردارسون ( is ) ماتياس دافي ماتثياسون                                   | [ 55 ]               |
| أيرلندا         | راديو وتلفزيون أيرلندا                  | إيمي                | "Laika Party"                   | الإنجليزية                    | ترولز ماريوس آرا إيمي كريستين جوتولسرود كريستيانسن إرليند جوتولسرود كريستيانسن هنريك أوستلوند لاريسا تورمي                    | [ 56 ]               |
| إسرائيل         | شركة البث العام الإسرائيلية             | يوفال رافائيل       | "New Day Will Rise"             | الإنجليزية، الفرنسية، العبرية | كيرين بيليس | [ 57 ]               |
| إيطاليا         | راي                                     | لوسيو كورسي         | "Volevo essere un duro"         | الإيطالية                     | لوسيو كورسي توماسو أوتومانو                                                                                                   | [ 58 ]               |
| لاتفيا          | التلفزيون اللاتفي                       | توتوميتاس           | "Bur man laimi"                 | اللاتفية                      | لورا ليسيت إلفيس لينتيش أسناتي رانكان ( lv ) أوريليا رانكان غابرييلا زفايجزنيت                                                | [ 59 ]               |
| ليتوانيا        | الإذاعة والتلفزيون الوطني الليتواني     | كاتارسس             | "Tavo akys"                     | الليتوانية                    | لوكاس رادزيفيسيوس | [ 60 ]               |
| لوكسمبورغ       | رتل كروب ‏                               | لورا ثورن           | "La Poupée monte le son"        | الفرنسية                      | كريستوف حسين جوليان سالفيا لودوفيك-ألكسندر فيدال                                                                              | [ 61 ]               |
| مالطا           | خدمات البث العام                        | ميريانا كونتي       | "Serving"                       | الإنجليزية                    | ميريانا كونتي سارة إيفلين فولرتون ماثيو ميرسييكا بنجامين شميد                                                                 | [ 62 ]               |
| الجبل الأسود    | راديو وتلفزيون الجبل الأسود             | نينا زيزيتش         | "Dobrodošli" (Добродочли)       | لغة الجبل الأسود              | بوريس سوبوتيتش ( sr ) داركو ديميتروف فيوليتا ميهايلوفسكا ميليتش                                                               | [ 63 ] [ 64 ] [ 65 ] |
| هولندا          | أفروتروس                                | كلود                | "C'est la vie"                  | الفرنسية، الإنجليزية          | كلود كيامبي أرنو كرابمان ليون بول بالمين يورين فان دير فورت                                                                   | [ 66 ]               |
| النرويج         | هيئة الإذاعة النرويجية                  | كايل أليساندرو      | "Lighter"                       | الإنجليزية                    | آدم وودز كايل أليساندرو | [ 67 ]               |
| بولندا          | التلفزيون البولندي                      | يوستينا ستيتشكوفسكا | Gaja                            | البولندية، الإنجليزية         | دومينيك بوكزكوفسكي-فويتازيك ( pl ) إميليان فالوتشوفسكي ( pl ) يوستينا ستيتشكوفسكا باتريك كومور ( pl )                         | [ 68 ] [ 69 ]        |
| البرتغال        | إذاعة وتلفزيون البرتغال                 | نابا                | "Deslocado"                     | البرتغالية                    | ديوغو جويس غيلهيرم جوميز جواو لورينسو جوميز جواو رودريغز أندريه سانتوس فرانسيسكو سوزا                                         | [ 70 ]               |
| سان مارينو      | سان مارينو آر تي في                     | غابري بونتي         | "Tutta l'Italia"                | الإيطالية                     | أندريا بونومو ( it ) غابرييل بونتي إدوين روبرتس ( it )                                                                        | [ 71 ]               |
| صربيا           | إذاعة وتلفزيون صربيا                    | برينس               | "Mila" (Мила)                   | الصربية                       | دوشان باشيتش | [ 72 ]               |
| سلوفينيا        | راديو وتلفزيون سلوفينيا                 | كليمن               | "How Much Time Do We Have Left" | الانجليزية                    | كليمن سلاكونيا مايا سلاتينشيك ( sl ) ريان سمول                                                                                | [ 73 ]               |
| إسبانيا         | آر تي في في ‏                            | ميلودي              | "Esa diva"                      | الاسبانية                     | ألبرتو لوريت ميلوديا رويز غوتيريز                                                                                             | [ 74 ] [ 75 ]        |
| السويد          | التلفزيون السويدي                       | كاج                 | "Bara bada bastu"               | السويدية                      | |                      |
| سويسرا          | هيئة الإذاعة السويسرية                  | زوي مي              | "Voyage"                        | الفرنسية                      | زوي كريسلر إميلي ميدلماس توم أوهلر                                                                                            | [ 76 ]               |
| أوكرانيا        | هيئة البث العامة الأوكرانية             | زيفربلات            | "Bird of Pray"                  | الأوكرانية، الإنجليزية        | فالنتين ليششينسكي دانيلو ليششينسكي فيدير خوداكوف                                                                              | [ 77 ]               |
| المملكة المتحدة | بي بي سي                                | ريممبر ماندي        | "What the Hell Just Happened?"  | الانجليزية                    | جولي آجارد ( sv ) سام برينان لورين بيرن توم هولينجز هولي هال Kes كامارا شارلوت ستيل توماس ستينجارد ( sv )                     | [ 78 ]               |